# Droit mosotho
Le droit mosotho est le droit appliqué au Lesotho depuis l'indépendance du Royaume-Uni le 4 octobre 1966.

## Sources du droit

### Constitution
L'article 2 de la Constitution dispose qu'elle est la loi suprême du pays, par conséquent, toute loi contraire à celle-ci doit être, dans la mesure de son inconstitutionnalité, considérée comme nulle.

### Traités et accords internationaux
Le Lesotho appartient à la tradition dualiste, c'est-à-dire que le droit international et le droit interne sont deux systèmes distincts et que les traités internationaux doivent être transposés pour être applicables par les juridictions. Dans l'affaire Joe Molefi v. Government of Lesotho, la Cour adopta une approche stricte de ce dualisme. Dans l'affaire Basotho National Party and Another v Government of Lesotho and Others, les requérants demandèrent entre autres au gouvernement de prendre les mesures nécessaires, en accord avec les dispositions de la Constitution, pour reconnaitre les conventions internationales telles que la Charte africaine des droits de l'homme et des peuples. La Cour décida que ces conventions ne peuvent pas faire partie du droit interne mosotho jusqu'à et à moins qu'elles ne soient transposées par une loi.

### Législation
Le Parlement est l'organe législatif du Lesotho. Il se compose du Roi, du Sénat et de l'Assemblée nationale.

### Common law
La common law a été introduite par la General Law Proclamation 2B de 1884. Cette proclamation disposait que le droit applicable au Basutoland devait être, dans la mesure où les circonstances le permettaient, être le même que celui en vigueur dans la colonie du Cap de Bonne-Espérance (aujourd'hui, le Cap-Occidental en Afrique du Sud). Cette déclaration créa un système légal dual fait de common law et de droit coutumier indigène. Par ailleurs, la common law appliquée au Cap de Bonne-Espérance était alors un mélange de droit romano-néerlandais et de common law anglaise. Du fait de cette Proclamation, la common law mosotho est similaire à celle d'Afrique du Sud.

### Jurisprudence
En tant que pays de common law, la jurisprudence joue un rôle important au Lesotho. Les précédents permettent l'interprétation et l'application du droit de manière uniforme. Ce système est cependant critiqué car il rigidifie le système légal et empêche le développement du droit.
Les décisions des cours supérieures sont contraignantes sur les cours inférieures. Du fait de la proximité des systèmes légaux, les décisions des juridictions sud-africaines sont hautement persuasives et citées par les juridictions mosotho.

### Droit coutumier
Le droit général et le droit coutumier s'appliquent simultanément au Lesotho. Le doit coutumier est composé par les coutumes du Basotho, écrit et codifié principalement dans les lois de Lerotholi (Laws of Lerotholi), tandis que le droit général se compose de droit romano-néerlandais. La codification du droit coutumier se fit par le vote d'un Conseil désigné en 1903 pour conseiller le Commissaire résident britannique sur ce qui était le mieux pour gouverner le Lesotho.

### Doctrine
La doctrine, sans être contraignante, est un instrument utilisé par les juridictions pour interpréter le droit.

## Organisation juridictionnelle
L'article 118(1) crée la Cour d'appel, la Haute Cour, des cours subordonnées et la Cour martiale. L'article 118(1)(d) prévoit la création d'autres cours par le Parlement.